# Peter Wirnsberger
Peter Wirnsberger (* 13. September 1958 in Vordernberg) ist ein ehemaliger österreichischer Skirennläufer. Seine Spezialdisziplin war die Abfahrt. Er gewann bei den Olympischen Spielen 1980 die Silbermedaille in der Abfahrt und wurde in der Saison 1985/86 Sieger der Abfahrtsweltcupwertung.

## Biografie
Wirnsberger ist Absolvent der Skihauptschule und der Skihandelsschule Schladming. Sein Debüt im Weltcup gab er am 17. Dezember 1976 in der Abfahrt von Gröden, wo er den siebenten Platz belegte. Am 8. Jänner 1977 fuhr er in Garmisch-Partenkirchen als Dritter erstmals auf das Podest. Am Ende seiner ersten Weltcupsaison belegte er Platz acht in der Abfahrtswertung. Dieses Resultat konnte er mit zwei Podestplätzen in der Saison 1977/78 wiederholen. Bei seinem ersten Großereignis, den Weltmeisterschaften 1978 in Garmisch-Partenkirchen belegte er Platz 19.
Am 27. Jänner 1979 feierte Wirnsberger in der Abfahrt von Garmisch-Partenkirchen seinen ersten Weltcupsieg, am 3. März gewann er auch die Abfahrt von Lake Placid. Mit diesen Erfolgen wurde er in der Saison 1978/79 hinter dem Schweizer Peter Müller Zweiter im Abfahrtsweltcup. Die Saison 1979/80 begann mit seinem dritten Weltcupsieg in der Abfahrt von Val-d’Isère. Der Höhepunkt dieses Winters waren aber die Olympischen Spiele in Lake Placid. Wirnsberger gewann hinter seinem österreichischen Teamkollegen Leonhard Stock die Silbermedaille im Abfahrtslauf.
Im Weltcup erbrachte Wirnsberger in den nächsten Saisonen weiterhin gute Leistungen. Bei den Weltmeisterschaften 1982 in Schladming fuhr er auf Platz zwölf. In den Jahren 1983 und 1984 konnte er sich jedoch erstmals nicht unter den besten zehn im Abfahrtsweltcup platzieren. Die ÖSV-interne Qualifikation für die Olympischen Spiele 1984 gelang ihm nicht. In der Saison 1984/85 kehrte Wirnsberger aber wieder an die Weltspitze zurück. Er holte – nach seinem letzten Sieg am 7. Dezember 1979 in der Abfahrt in Val-d’Isère – am 20. Jänner 1985 in der Abfahrt von Wengen seinen vierten Weltcupsieg und kam noch drei weitere Male auf das Podest. Damit belegte er den dritten Rang im Abfahrtsweltcup und den Neunten im Gesamtweltcup. Bei den Weltmeisterschaften 1985 in Bormio belegte er den sechsten Platz. In der Saison 1985/86 konnte sich Wirnsberger noch weiter steigern: Er sicherte sich mit insgesamt vier Siegen den Gewinn des Abfahrtsweltcups und erreichte im Gesamtweltcup Platz acht. Die beiden nächsten Saisonen verliefen weniger erfolgreich. 1986/87 fuhr er nur einmal auf das Podest und fiel im Abfahrtsweltcup auf Rang neun zurück. Auch bei den Weltmeisterschaften 1987 kam er nur auf den 24. Platz. Noch schlechter lief es 1987/88, als er nur den 17. Rang in der Abfahrtswertung erreichte und sich abermals nicht für eine Olympiateilnahme qualifizierte.
In der Saison 1988/89 konnte sich Wirnsberger aber noch einmal steigern. Er fuhr zweimal auf das Podest und kam in der Endwertung auf den fünften Rang im Abfahrtsweltcup. Bei den Weltmeisterschaften 1989 in Vail belegte er Platz acht. Seinen letzten Podestplatz erreichte Wirnsberger am 8. Dezember 1990 mit Platz drei in Val-d’Isère. Bei den Weltmeisterschaften 1991 in Saalbach-Hinterglemm wurde er Zehnter. Im Weltcup fuhr Wirnsberger danach nicht mehr unter die schnellsten zehn, weshalb er auch 1992 auf eine Teilnahme an den Olympischen Spielen verzichten musste, worauf er seine Karriere beendete.
Wirnsberger nahm in 16 Weltcupjahren an 151 Abfahrten teil. Er fuhr in dieser Disziplin 78 Mal unter die schnellsten zehn, erreichte 8 Siege und weitere 19 Podestplätze. Auch in Kombinationen kam er mehrmals unter die besten zehn. Hinzu kommen der Gewinn der olympischen Silbermedaille 1980, drei Top-10-Ergebnisse bei Weltmeisterschaften und der Sieg im Abfahrtsweltcup 1986.
Heute betreibt er ein Unternehmen in Vordernberg.

## Erfolge

### Olympische Spiele
- Silbermedaille in der Abfahrt in Lake Placid 1980

### Weltmeisterschaften
- Garmisch-Partenkirchen 1978: 19. Abfahrt
- Lake Placid 1980: 2. Abfahrt
- Schladming 1982: 12. Abfahrt
- Bormio 1985: 6. Abfahrt
- Crans-Montana 1987: 24. Abfahrt
- Vail 1989: 8. Abfahrt
- Saalbach-Hinterglemm 1991: 10. Abfahrt

### Weltcupwertungen
Peter Wirnsberger gewann einmal die Disziplinenwertung in der Abfahrt.
| Saison  | Gesamt | Gesamt | Abfahrt | Abfahrt | Super-G | Super-G | Slalom | Slalom | Kombination | Kombination |
| Saison  | Platz  | Punkte | Platz   | Punkte  | Platz   | Punkte  | Platz  | Punkte | Platz       | Punkte      |
| ------- | ------ | ------ | ------- | ------- | ------- | ------- | ------ | ------ | ----------- | ----------- |
| 1976/77 | 24.    | 37     | 8.      | 35      | –       | –       | –      | –      | –           | –           |
| 1977/78 | 17.    | 39     | 8.      | 43      | –       | –       | –      | –      | –           | –           |
| 1978/79 | 15.    | 72     | 2.      | 89      | –       | –       | 48.    | 2      | –           | –           |
| 1979/80 | 19.    | 58     | 6.      | 63      | –       | –       | –      | –      | –           | –           |
| 1980/81 | 18.    | 73     | 4.      | 73      | –       | –       | –      | –      | –           | –           |
| 1981/82 | 23.    | 53     | 8.      | 53      | –       | –       | –      | –      | –           | –           |
| 1982/83 | 43.    | 32     | 17.     | 32      | –       | –       | –      | –      | –           | –           |
| 1983/84 | 35.    | 45     | 12.     | 45      | –       | –       | –      | –      | –           | –           |
| 1984/85 | 9.     | 111    | 3.      | 80      | –       | –       | –      | –      | 6.          | 31          |
| 1985/86 | 8.     | 148    | 1.      | 120     | –       | –       | –      | –      | 11.         | 28          |
| 1986/87 | 21.    | 57     | 9.      | 57      | 26.     | 8       | –      | –      | –           | –           |
| 1987/88 | 41.    | 27     | 17.     | 25      | 28.     | 2       | –      | –      | –           | –           |
| 1988/89 | 13.    | 89     | 5.      | 89      | –       | –       | –      | –      | –           | –           |
| 1989/90 | 39.    | 34     | 11.     | 34      | –       | –       | –      | –      | –           | –           |
| 1990/91 | 45.    | 26     | 14.     | 26      | –       | –       | –      | –      | –           | –           |
| 1991/92 | 72.    | 79     | 26.     | 79      | –       | –       | –      | –      | –           | –           |

### Weltcupsiege
| Datum             | Ort                    | Land        | Disziplin |
| ----------------- | ---------------------- | ----------- | --------- |
| 27. Jänner 1979   | Garmisch-Partenkirchen | Deutschland | Abfahrt   |
| 3. März 1979      | Lake Placid            | USA         | Abfahrt   |
| 7. Dezember 1979  | Val-d’Isère            | Frankreich  | Abfahrt   |
| 20. Jänner 1985   | Wengen                 | Schweiz     | Abfahrt   |
| 14. Dezember 1985 | Gröden                 | Italien     | Abfahrt   |
| 31. Dezember 1985 | Schladming             | Österreich  | Abfahrt   |
| 17. Jänner 1986   | Kitzbühel              | Österreich  | Abfahrt   |
| 18. Jänner 1986   | Kitzbühel              | Österreich  | Abfahrt   |

## Auszeichnungen
- Silbernes Ehrenzeichen für Verdienste um die Republik Österreich: 1996